# اواایمیر
اواایمیر (به ترکی استانبولی: Ovaeymir) شهری است در کشور ترکیه که در استان آیدین واقع شده‌است. جمعیت این شهر بر اساس سرشماری سال ۲۰۰۸ میلادی ۷٬۲۹۳ نفر و بر اساس برآوردهای سال ۲۰۰۹ میلادی ۷٬۵۳۷ نفر می‌باشد.